# Diane Setterfield
Diane Setterfield (Berkshire, Inglaterra; 22 de agosto de 1964) es una escritora inglesa.

## Trayectoria
Estudió literatura francesa en la Universidad de Bristol, se especializó en la creación de la literatura francesa del siglo XX de autores como André Gide y fue profesora de diversos centros tanto públicos como privados, en Inglaterra y en Francia. 
A finales de los 90, cansada del mundo académico, abandonó su ocupación universitaria para escribir, mientras enseñaba francés a nivel particular. 
Su primera novela, El Cuento Número Trece, fue un Best seller que llegó a ser número uno en la lista de los más vendidos según el New York Times y que tardó cinco años en completar. Enmarcada en la tradición gótica-romántica, esta obra de Setterfield muestra influencias de escritoras como las hermanas Charlotte y Emily Brontë, además de otros clásicos de la novela anglosajona decimonónica a la que confiesa que le ha encantado regresar después de tantos años dedicados a la literatura francesa. Su libro expresa su particular visión de los tradicionales temas de aislamiento, identidad y abandono.
Aparte de su trabajo novelístico, tiene varias publicaciones de carácter académico sobre literatura francesa de los siglos XIX y XX.
Su segunda novela, El hombre que perseguía al tiempo, fue publicada en 2013.

## Obra
- El cuento número trece, 2006.[6]
- El hombre que perseguía al tiempo, 2013.[5]
- Érase una vez en la taberna Swan, 2018.[7]